# Ньяса
Нья́са (также Мала́ви, англ. Nyasa или Malawi, порт. Lago Niassa) — третье по площади и наиболее южное из озёр Великой Рифтовой долины в Восточной Африке, которое заполняет глубокую впадину в земной коре между Малави, Мозамбиком и Танзанией. Озеро пролегает с севера на юг, протяжённость 560 км, глубина 706 м. Ньяса — девятое в мире озеро по площади. Оно содержит 7 % мировых запасов жидкой пресной воды и создаёт наиболее разнообразную озёрную экосистему по числу видов, большая часть из которых — эндемики. Площадь водосборного бассейна — 6593 км².

## Этимология
Название традиционно связывается с термином «озеро», известным в формах ньяса, ньянза, ньянца, ньянджа (ср. записи европейских путешественников XIX в.: Виктория-Ньянза, Альберт-Ньянза и др.). В государстве Малави, которому принадлежит бо́льшая часть берега озера, оно официально называется Малави, по названию государства и этнической группы малави; в Танзании и Мозамбике используется название Ньяса.

## География
Озеро заполняет трещину в земной коре на южном конце Великой Рифтовой долины, вследствие чего оно вытянуто в меридиональном направлении и имеет 584 км в длину, его ширина варьируется от 16 до 80 км. Поверхность озера лежит на высоте 472 м над уровнем моря, его площадь — 29 604 км², средняя глубина 292 м, максимальная — 706 м, то есть самые глубокие места озера находятся ниже уровня моря на 234 м. Ньяса занимает шестое место в списке самых глубоких озёр мира (если учитывать Каспийское море). Общий объём озера 8400 км³. Глубины постепенно увеличиваются с юга на север, где обрывистые склоны гор, окружающих озеро, углубляются прямо в воды озера. В других местах побережья горы, возвышающиеся по краям рифтовой долины, отделяются от озера широкой прибрежной равниной; в местах впадения в озеро больших рек прибрежная равнина расширяется и соединяется с речными, углубляясь внутрь горных массивов. В результате рельеф береговой линии варьируется от скалистых обрывистых берегов до пространных пляжей. Особенно широки прибрежные равнины на северо-западе, где в озеро впадает река Сонгве, а также в южной части побережья.
Дно озера представлено толстым слоем осадочных пород, местами до 4 км толщиной, что свидетельствует о большом возрасте озера, который оценивается минимум в несколько миллионов лет.
Основную часть бассейна озера занимают нагорья и горы, которые являются границами рифтовой долины. Самые высокие из них — горы Ливингстона на северо-востоке (до 2000 м) и плато Ньика и горы Випья и Чималиро на северо-западе и возвышенность Дова на западе; на юге местность постепенно понижается. Озёрный бассейн значительно шире к западу от озера. На востоке горы подступают вплотную к воде, и бассейн сужается, расширяясь лишь на северо-востоке благодаря реке Рухуху, которая прорезает горы Ливингстона.

### Гидрография
Озеро питают 14 круглогодичных рек, среди которых важнейшие — Рухуху, Сонгве, Северная и Южная Рукуру, Двангва, Буа и Лилонгве. Единственным внешним стоком озера является река Шире, вытекающая из озера на юге и текущая к Замбези. Несмотря на большой объём озера, объём его стока невелик: из примерно 63 км³ воды, поступающей ежегодно в озеро, лишь 16 % стекает через реку Шире, остальное испаряется с поверхности. Из-за этого озеро имеет очень длительный срок обновления воды: по оценкам, вся вода в озере обновляется в течение 114 лет. Другим следствием того, что основные потери воды происходят из-за испарения, а не стока, является повышенная минерализация озёрной воды по сравнению с водами рек, в него вливающихся — вода в озере жёсткая и солоноватая.
Любые химические вещества, попадающие в озеро, могут покинуть его только путём накопления в придонных отложениях, испарения в атмосферу (если они могут переходить в газовую фазу) или путём чрезвычайно медленного стока через реку Шире. Растворённые в воде вещества, которые не испаряются и не выпадают на дно, попав в озеро, будут из него удалены путём стока лишь примерно через 650 лет. Это делает озеро весьма уязвимым для загрязнения.
Эта особенность гидрологического режима также делает озеро очень чувствительным к изменениям климата и уровня осадков. Даже незначительное превышения объёма осадков над испарением приводит к наводнению, как это было в 1978—1980 годах; незначительное уменьшение этого соотношения приводит к падению уровня озера и прекращению стока через реку Шире, как это случалось с 1915 по 1937 год, когда стока практически не было. В последние годы уровень озера также весьма низкий, и в 1997 году сток в конце сухого сезона почти прекращался.

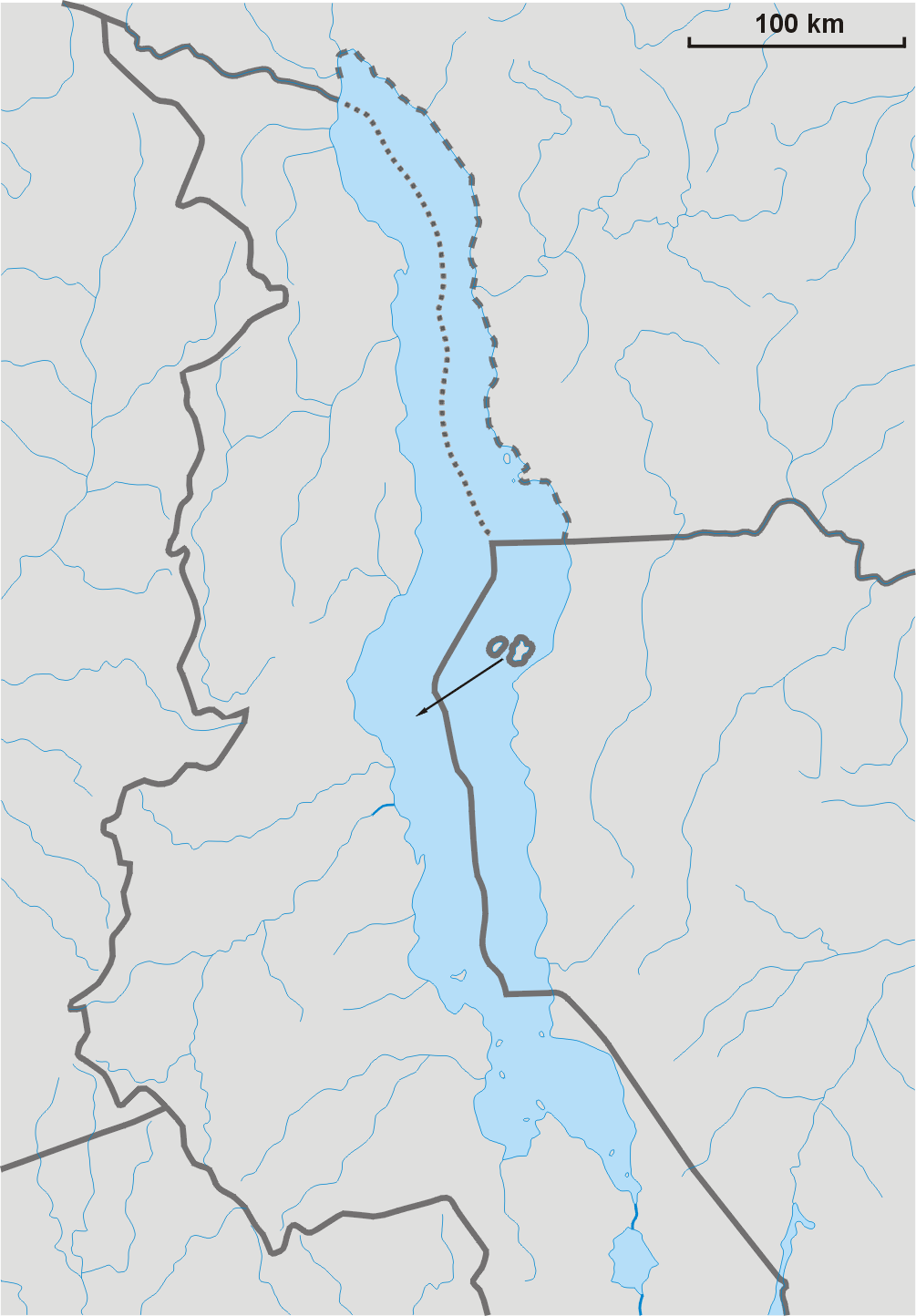
Официальные границы Малави в настоящее время (прерывистая линия) и претензии Танзании (пунктирная линия)

### Политическое распределение
Озеро разделяют три страны: Малави, Мозамбик и Танзания. На севере озера существует спор вокруг распределения его вод между Малави и Танзанией. Танзания считает, что граница должна проходить по поверхности озера согласно рубежам, существовавшим между бывшими Германской Восточной Африкой и Ньясалендом до 1914 года. Малави утверждает, что ей должно принадлежать все озеро по самый танзанийский берег на основании того, что именно так проходила после Первой мировой войны административная граница между британским Ньясалендом и подмандатной территорией Танганьика: танзанийское побережье было мало населено, и британцы считали излишним устраивать отдельную администрацию для северо-восточного сектора озера. В прошлом этот конфликт приводил к столкновениям, однако уже в течение многих десятилетий Малави не пытается восстановить свои претензии, хотя принадлежность этой части озера Танзании официально не признаёт.
Большая часть озера и его бассейна (68 %) находится в пределах Малави; западная граница страны практически совпадает с западным водоразделом. 25 % бассейна занимает Танзания, 7 % — Мозамбик. Танзанийский сектор бассейна имеет непропорционально большое значение для гидрологического баланса озера, так как здесь выпадает основная масса осадков, только с реки Рухуху в Танзании озеро получает более 20 % ежегодного притока воды.
Острова Ликома и Чисумулу находятся в восточной части озера внутри мозамбикского сектора у побережья, но относятся к Малави, образуя два малавийских эксклава, окружённых со всех сторон мозамбикскими территориальными водами.

### Гидрология

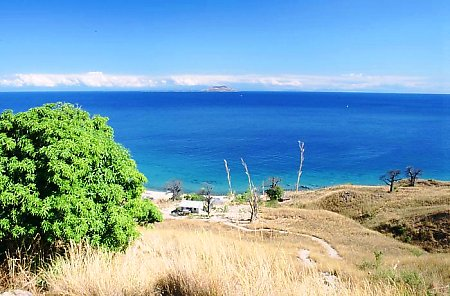
Вид на озеро с острова Ликома

Воды озера вертикально распределяются на три слоя, которые различаются плотностью воды, обусловленной её температурой. Толщина верхнего слоя тёплой воды (эпилимниона) варьируется от 40 до 100 м, достигая максимума в прохладный ветреный сезон (с мая по сентябрь). Именно в этом слое происходит рост водорослей, которые являются базовым элементом всей пищевой пирамиды озера. Средний слой, металимнион, на несколько градусов холоднее верхнего и простирается от его нижнего края на 220 м вглубь. В толще этого слоя происходят вертикальные перемещения растворённых в воде биологических веществ и кислорода. Пространство от нижнего уровня металимнона до дна озера занимает гиполимнон. Вода здесь ещё холоднее (имеет наивысшую плотность) и имеет высокую концентрацию растворённого азота, фосфора и кремния — продуктов разложения органических веществ. Почти весь объём гиполимниона не содержит растворённого кислорода, и поэтому глубже 220 м озеро практически лишено эукариотной жизни.
Хотя эти водяные слои никогда полностью не перемешиваются, медленный обмен водой между соседними слоями все же происходит. Объём и скорость этого обмена зависит от места и времени года. Наибольший приток к поверхности богатой питательными веществами воды из металимнона и гиполимнона случается в течение прохладного ветряного сезона с мая по сентябрь, когда непрерывно дует западный ветер, который местные жители называют мвера. Этот ветер будоражит поверхность озера, вызывая иногда сильные штормы, и перемешивает воду на значительную глубину. Кроме простого перемешивания в некоторых местах озера на протяжении этого времени года происходит постоянный вынос глубинной воды на поверхность, так называемый апвеллинг. Вследствие особенностей морфологии дна апвеллинг особенно мощно проявляется в юго-восточном заливе озера. В результате в течение ветрового сезона и непродолжительное время после его окончания здесь наблюдается наибольшая концентрация планктона.
Пелагические (далёкие от побережья) воды прозрачны большую часть года вследствие низкой концентрации растворённых органических компонентов и частиц грунта. Однако значительные участки озера могут замутняться в течение дождливого сезона, когда реки начинают выносить в озеро большое количество вымытых из земли твёрдых частиц.

## Биология

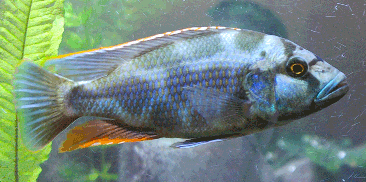
В озере обитают множество видов семейства Цихловые, на снимке — цихлида Ливингстона (Nimbochromis livingstonii)

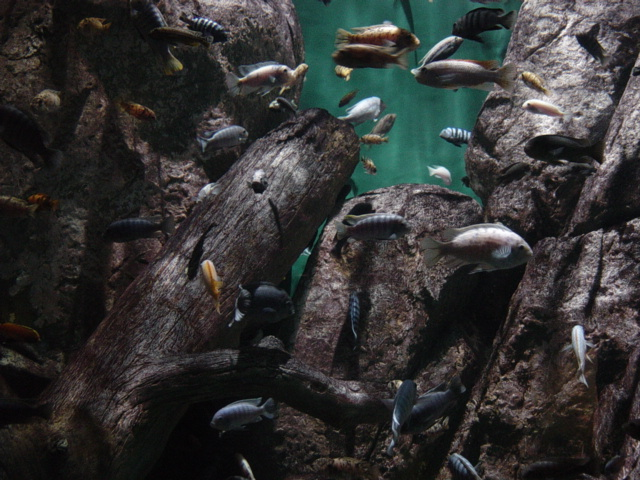
Аквариум с видами рыб, привезёнными с озера Малави (Чикаго, Lincoln Park Zoo)

Фитопланктон является основой всей водяной жизни в озере. Состав фитопланктонных масс варьируется в зависимости от времени года. В течение ветряного сезона (а на юго-востоке озера — весь год) наиболее многочисленны диатомовые водоросли; по его окончании с сентября по ноябрь наблюдается рост относительного количества синезелёных водорослей; часто наблюдается поверхностное цветения волокнистых синезелёных водорослей (Anabaena. С декабря по апрель планктон состоит преимущественно из смеси диатомовых, синезелёных и зелёных водорослей.
По трофической шкале производительности озеро классифицируется как среднее между олиготрофичным и мезотрофичным.
Озеро Ньяса имеет самую разнообразную экосистему среди пресноводных водоёмов мира; по разным оценкам, в нём живёт от 500 до 1000 видов рыб. В озере насчитывается более 500 видов рыб из 10 семейств, в том числе свыше 400 видов цихлид (Cichlidae) — 30 % от общего числа видов в этом семействе, при этом почти все виды являются эндемиками Ньясы (ещё 28 эндемичных видов представляют другие семейства). Цихлиды занимают большинство экологических ниш озера. Озёрные цихлиды распределяются на две большие группы: пелагические, преимущественно хищные виды, живущие в толще воды вдали от берегов, и прибрежные, среди которых наблюдается богатое разнообразие форм, размеров, способов питания и поведения. Хотя видовое разнообразие пелагических цихлид также высоко по любым стандартам, но именно в прибрежных обществах оно достигает абсолютного максимума. Вблизи скалистых берегов озера на участке площадью 50 м² можно насчитать до 500 особей рыб 22 различных видов. Существуют виды и разновидности, эндемичные для отдельных частей озера или даже для отдельных бухт или участков побережья. Цихлиды являются базой озёрного рыболовства и обеспечивают питанием значительную часть населения Малави, некоторые виды представлены как декоративные аквариумные рыбы, которые продаются за границу.
Кроме рыб, для озёрной экосистемы характерно большое количество крокодилов, а также африканских орланов-крикунов, которые охотятся на рыбу. Ежегодно случается массовый вылет озёрных мух, личинки которых живут на дне в мелководных частях озера; тучи мух в эти дни затмевают солнце и закрывают горизонт.

## Население и экономическая активность

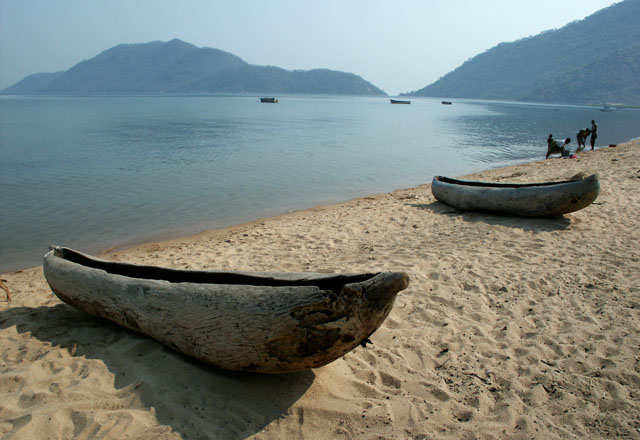
Берег озера возле города Манки-Бей

Бассейн Ньясы заселён не так плотно, как окрестности озера Виктория, но значительно плотнее берегов Танганьики. Основная часть населения сконцентрирована на юге малавийского сектора бассейна озера. В Северной и Центральной провинциях Малави, которые лежат преимущественно в пределах бассейна озера, проживает соответственно 12 % и 41 % от общего населения страны, которое в 1998 году равнялось 9 900 000 человек. Среднегодовой рост населения страны составляет 2,0 %, но на севере он больше и достигает 2,8 %. 14 % населения живут в городах, городское население растёт на 4,7 % в год. Экономически активное население составляет 68 %, из которых 78 % живут натуральным сельским хозяйством, и только 13 % — наёмные работники. Сельское хозяйство — основа экономики Малави, его продукция составляет половину валового внутреннего продукта страны и почти весь её экспорт.
В отличие от малавийского сектора, западные и северные части бассейна, которые лежат в пределах соответственно Мозамбика и Танзании, имеют сравнительно редкое население, и экономическая активность здесь невысока; в этих местах преимущественно сохраняется первичная растительность, нетронутая земледелием.
Гидроэлектростанция на реке Шире, вытекающей из озера, является для Малави главным источником электричества. Энергетика страны страдает из-за колебаний уровня озера и связанной с ними нестабильности стока Шире. В 1997 году, когда уровень озера упал и сток почти прекратился, экономика страны понесла значительные потери из-за нехватки электричества.

### Рыболовство

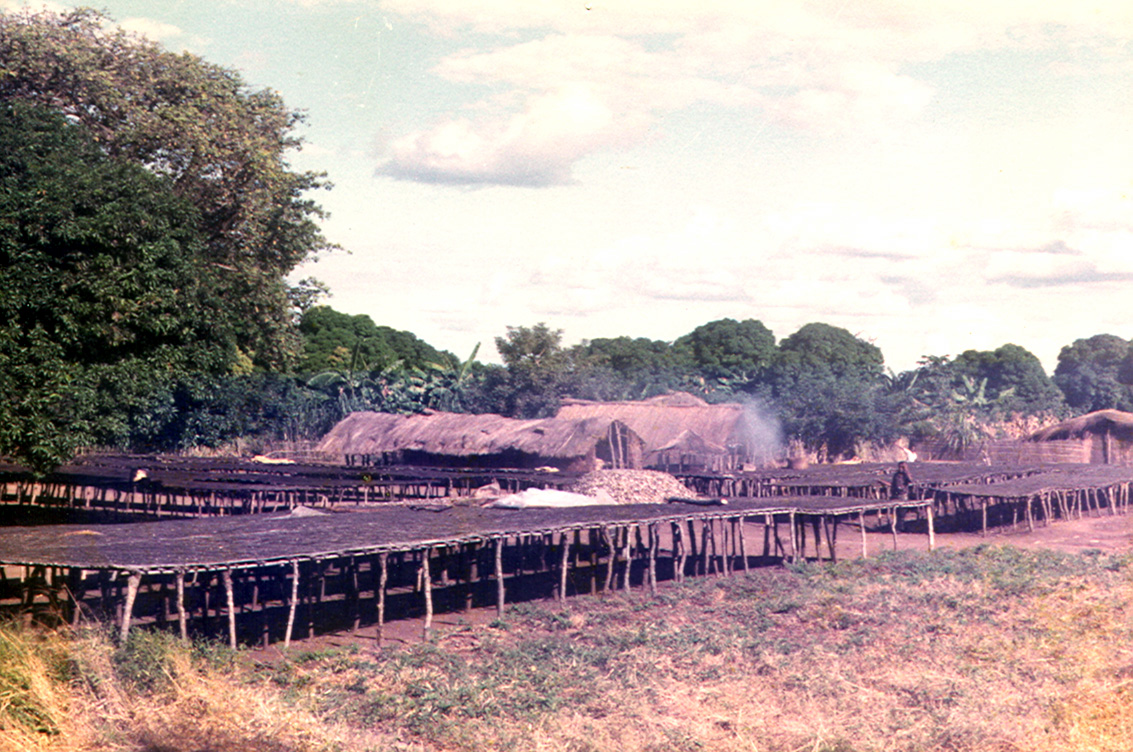
Сушилка мелкой рыбы на берегу озера

Рыболовство даёт 2—4 % ВВП Малави, в нём заняты, прямо или косвенно, до 300 000 человек. До 80 % рыбы вылавливается самостоятельными рыбаками и мелкими артелями, но в южной части озера работает коммерческая рыболовная компания MALDECO, которая может вести лов в отдалённых от берега районах, куда не могут добраться одиночные рыбаки. Для населения Малави рыба является главным источником животных белков (до 70 % рациона), и большинство рыбы происходит из озера Ньяса. Наиболее важными промысловыми видами являются лат. Copadichromis spp. (местное название Утака), (лат. Bagrus spp. и лат. Bathyclarias spp.) (чисавасава). Лов сомов (лат. Bagrus spp. и лат. Bathyclarias spp.) и чамбо (лат. Oreochromis spp.), значительный в прошлом, за последнее время уменьшается, и составляет менее 20 % общего объёма вылова.
В последнее время наблюдается уменьшение объёмов добычи рыбы вследствие чрезмерного вылова в течение предыдущих лет, который экосистема озера была не в состоянии компенсировать. В 1987 году объём коммерческого вылова составил 88 586 тонн, из которых 101 тонн было экспортировано. В 1991 году коммерческий вылов упал, по оценкам, до 63 000 тонн, из которых было экспортировано лишь 3 тонны; в 1992 году было выловлено 69 500 тонн, а экспорта рыбы в этом году вообще не было. Эти цифры показывают уменьшение имеющихся рыбных ресурсов озера, вследствие чего падают объёмы вылова, которые до 1987 года постоянно росли.
Кроме рыболовства, коммерческое значение имеет экспортная торговля декоративными видами рыб. Некоторые виды вылавливаются просто в озере, другие разводят в специальных питомниках.

### Транспорт
Регулярными грузовыми и пассажирскими перевозками по озеру занимается Малавийская государственная транспортная компания Malawi Lake Service. Грузовые суда занимаются преимущественно перевозкой продукции сельского хозяйства — хлопка, натурального каучука, риса, тунговое масло, арахиса и т. д. — из озёрных портов до Чипока на южном берегу, откуда она железной дорогой вывозится в мозамбикские океанские порты Бейра и Колумба. Пассажирские суда ходят между приозерными городами, а также к островам Ликом и Чизумулу. Острова не имеют никакой гавани, поэтому суда становятся на якорь неподалёку от берега, а груз и пассажиры добираются до островов на лодках.
Главными портами на озере являются Манки-Бей, Чипока, Нкота-Кота, Нката-Бей и Каронга в Малави, Манда в Танзании и Кобве в Мозамбике. Малавийский портовый городок Мангочи расположен на реке Шире в нескольких километрах ниже её истока из озера Ньяса.

## Экологические угрозы

### Рыболовство
Озеро Ньяса сравнительно благополучно в экологическом отношении, но в будущем предполагаются серьёзные проблемы. Основной угрозой является чрезмерное рыболовство, проблема, которой способствует демографический взрыв, который наблюдается в Малави за последние десятилетия. Население Малави растёт на 2 % в год, почти половина населения страны — дети младше 15 лет. Рыба даёт до 70 % животных белков потребительского рациона малавийца, и спрос на неё постоянно растёт. Ежегодный вылов рыбы в озере уменьшается медленно, но это является следствием растущей рыболовной активности и применения запрещённых средств лова для добычи рыбы меньшего размера. К тому же, большая часть ежегодного вылова приходится на самостоятельных рыбаков-кустарей, чьим лодкам доступны только прибрежные районы озера. Однако именно в прибрежных районах рыба нерестится, и поэтому именно рыбаки-кустари оказывают наибольшее давление на экологию озера, вылавливая рыбную молодь и нанося потери озёрной популяции рыб, которые она не может компенсировать.
Проблема чрезмерного рыболовства пока касается только Малави; прибрежные районы Мозамбика и Танзании редко заселены, и давление на рыбные запасы озера со стороны тамошних рыбаков минимальный. Существующий в северо-восточном секторе озера территориальный спор между Малави и Танзанией имеет чисто политический характер и не приводит к конфликтам за рыбные ресурсы: лодки рыбаков-кустарей могут пересечь озеро, чтобы добраться до рыбных мест у берегов Танзании, а крупные коммерческие рыболовные компании ведут лов в южной, наиболее богатой рыбой части Ньясы. Однако с началом эксплуатации крупными судами косяков пелагических рыб, о больших запасах которых в далёких от берегов областях озера стало известно сравнительно недавно, споров за рыбные ресурсы обойти не удастся.

### Землепользование
Другой проблемой озера является усиление сельскохозяйственной активности в пределах её бассейна, опять же преимущественно в малавийских его частях, что также связано с быстрым ростом населения страны. Большинство малавийцев (до 80 %) живёт натуральным, не очень продуктивным хозяйством; такой тип землепользования требует большего количества земли для прокормления одного человека, вследствие чего люди вынуждены использовать под сельское хозяйство неприспособленные для него земли; уже сейчас в стране ощущается земельный голод. Это, а также чрезмерная эксплуатация пастбищ, приводит к усилению эрозии почв, которые дождями и реками смываются в озеро. В свою очередь, это способствует замутнению озёрной воды, уменьшению количества солнечных лучей, достигающей дна, упадку озёрной растительности и сокращению объёмов фитопланктона — пищевой базы всей озёрной живности.
Вследствие недостатка земель также сокращается площадь лесов. Это приводит к увеличению стока в озеро (из-за сокращения испарения воды листьями деревьев), однако делает сток более нестабильным, и к тому же усиливает эрозию почв.
Кроме того, вследствие подавляющей бедности малавийского населения и использования непродуктивных методов сельского хозяйства, озеро в целом лишено проблемы загрязнения минеральными удобрениями и пестицидами. Их применение ограничено областями коммерческого полеводства, в основном, на крупных плантациях хлопка и сахарного тростника. Однако с интенсификацией сельского хозяйства в регионе это может превратиться в значительную проблему, потому, что озеро имеет очень большой срок промывки (отношение объёма озера к ежегодному стоку), что способствует накоплению в нём вредных веществ.

### Интродуцированные виды

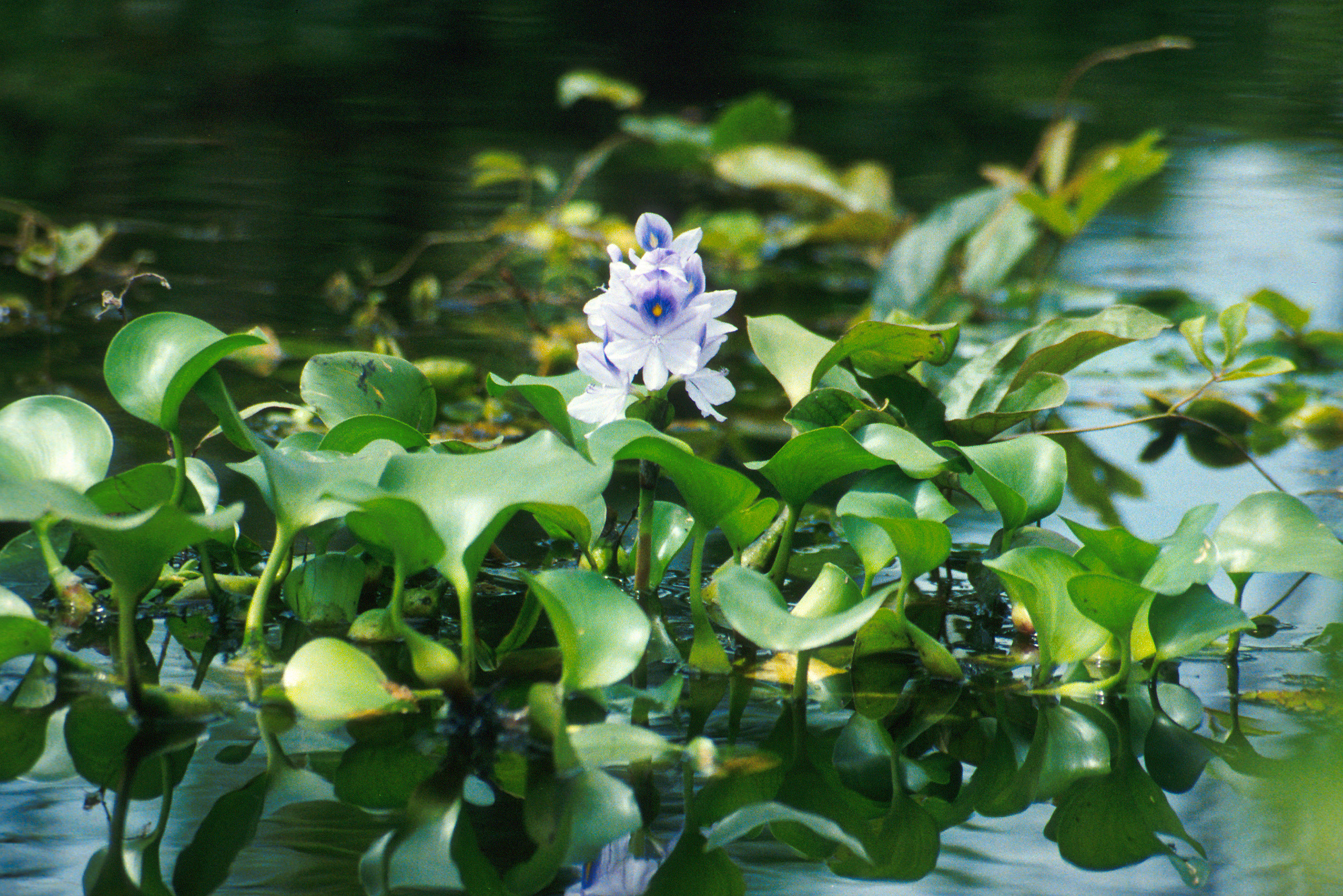
Водяной гиацинт

Внедрение посторонних видов рыб не оказало на экологию Ньясы такого большого влияния, как, например, на озере Виктория, где акклиматизация нильского окуня привела к коренному изменению всей озёрной экосистемы. Однако водяной гиацинт (Eichornia crassipes), впервые попавший на оз. Ньяса в 1960-х годах, сейчас встречается по всему озеру и его притокам. В минерализованной и бедной питательными веществами воде озера он растёт не очень хорошо, и вынесенные реками в озеро растения умирают, однако в реках гиацинт чувствует себя очень хорошо и бурно разрастается, вызывая даже проблемы для гидроэлектростанций, построенных на реке Шире. Если количество растворённых питательных веществ в озере начнёт расти вследствие, например, интенсификации земледелия и внедрение удобрений в бассейне озера, водяной гиацинт превратится в настоящую экологическую проблему. Концентрация питательных веществ и, соответственно, количество водяных гиацинтов будет максимальной вблизи берегов у речных устьев, а именно здесь расположены нерестилища большинства видов озёрных рыб. В 1995 правительство Малави начало программу борьбы с гиацинтом посредством долгоносиков Neochetina spp., однако окончательного успеха эта программа не имела.

## История исследования

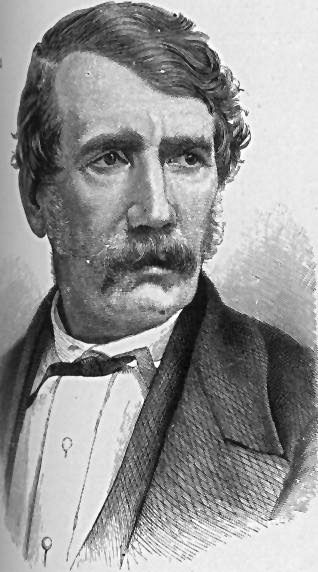
Дэвид Ливингстон

Слухи о существовании в Центральной Африке большого внутреннего моря доходили до европейцев на протяжении столетий. На средневековых картах XVII—XVIII столетий очертание озера уже изображалось достаточно точно, вероятно, по свидетельствам арабских торговцев, что проникали сюда начиная с X в. В 1860 году Дэвид Ливингстон, шотландский миссионер и знаменитый исследователь Африки, после неудачной попытки подняться вверх по Замбези на судне, на пути которого встали пороги Кебрабасса, начал исследования реки Шире и добрался по ней до южных окрестностей озера Ньяса. Ливингстон не был первым из европейцев, кто увидел Ньясу, однако именно он познакомил мир со своим открытием и заявил о своём приоритете первооткрывателя. Ливингстон описал Ньясу как «озеро звёзд» из-за бликов солнца на его поверхности.
Открытие озера Ньяса Ливингстоном было по существу открытием вторичным: первым из европейцев это озеро повидал ещё в 1616 году португальский путешественник Гашпар Букарру. Однако сведения о его открытии оказались погребёнными в португальских государственных архивах, и само имя этого первопроходца было надолго забыто (Ливингстон, например, о нём ничего не знал). Озеро Ньяса, как и другие восточноафриканские озера, то появлялось на географических картах, то исчезало и только благодаря Ливингстону заняло, наконец, на них прочное положение.
В отчётах об этой экспедиции, которые были изданы в Англии в 1865 году и сразу приобрели большую популярность, Ливингстон предоставил многочисленные сведения о природе южной части озера и обычаях народов, населявших его берега, а также сообщил европейцам об активной работорговле, которая велась в этом регионе. Тысячи рабов ежегодно переправляли через озеро с западного берега на восток для продажи на невольничьих рынках мусульманских городов на побережье Индийского океана. Ливингстон полагал, что патрулирование озера даже одной канонерской лодки может радикально затруднить региональную работорговлю, перерезав её торговые пути, а введение альтернативных товаров для торговли вместо рабов и пропаганда христианства сведёт её на нет. Именно начиная с Ливингстона началось мощное миссионерское движение в районах к западу от Ньясы, которое впоследствии привело к прекращению работорговли и устройству в 1891 году британского протектората, который в 1907 году стал колонией Ньясаленд, а в 1966 — Республикой Малави.
В 1914 году, когда сюда пришли известия о начале Первой мировой войны, на озере состоялось единственное в его истории морское сражение, когда британский корабль потопил немецкий вооружённый пароход в территориальных водах Германской Восточной Африки.
В 2005 году в отложениях озера Малави учёными был обнаружен вулканический пепел вулкана Тоба, находящегося в 7 тыс. км на острове Суматра. Исследования отложений пепла Тобы в озере Малави не показали признаков существенного изменения климата Восточной Африки во время и после извержения: похолодание в этом регионе было оценено лишь в 1,5 °C, а концентрация пепла слишком мала для прямого воздействия на экосистему. Не отмечено и изменений в составе водорослей. Высказано мнение, что из африканской популяции людей, предковой для всего человечества, это событие пережило около 10 000 человек.